# Apă supergrea
Apa super grea (cunoscută și sub denumirile de oxid de tritiu sau apă tritiată), T2O sau 3H2O, este o formă de apă care, în locul hidrogenului-1 (protiu), are în compoziție tritiu, izotopul hidrogenului care conține în nucleu un proton și doi neutroni.
Apa supergrea (3H216O) diferă mult de apa obișnuită: punctul de fierbere este de 101,51 °C, punctul de topire de 4,49 °C și densitatea maximă (1,21502 g/cm³) la 13,4 °C. Este un compus radioactiv și coroziv. Se poate autoradioliza.
Se apreciază că apa supergrea nu depășește 20 kg la scară planetară. Ea se formează în condiții speciale în straturile superficiale ale atmosferei și este conținută în apa de ploaie. Poate fi obținută în laborator, fiind utilizată în reacțiile termonucleare sau în marcarea izotopică în cercetări de biologie și chimie.